# Кайнар (Каратальский район)
Кайнар (каз. Қайнар, до 2005 г. — МОПР) — село в Каратальском районе Жетысуской области Казахстана. Входит в состав Ескельдинского сельского округа. Код КАТО — 195037400.

## Население
В 1999 году население села составляло 66 человек (38 мужчин и 28 женщин). По данным переписи 2009 года, в селе проживало 128 человек (69 мужчин и 59 женщин).